# FC Košice (2018)
FC Košice là một câu lạc bộ bóng đá Slovakia đến từ Košice, hiện tại thi đấu ở 2. Liga, hạng hai của bóng đá Slovakia. FC Košice được thành lập năm 2018. Đội hợp nhất với FK Košice-Barca.

## Các tên gọi trước đó
- ŠK Vyšné Opátske (1921)
- TJ Sokol Vyšné Opátske (1948)
- TJ FK Turkon Vyšné Opátske (2006)
- TJ FK Vyšné Opátske (2014)
- FK Košice (2017)
- FC Košice (hợp nhất với FK Košice-Barca)(2018-nay)

### Logo

2014-20172014-2017
2017-20182017-2018

## Câu lạc bộ liên kết
Các câu lạc bộ sau liên kết với FC Košice:
- West Ham (2018-)[5]

## Tài trợ
| Giai đoạn | Nhà sản xuất trang phục | Nhà tài trợ áo đấu |
| --------- | ----------------------- | ------------------ |
| 2018-2019 | Adidas                  | MAXIMA BROKER      |
| 2019-     | Adidas                  | BMW Regnum Košice  |

## Đội hình hiện tại
As of ngày 6 tháng 3 năm 2020.

Ghi chú: Quốc kỳ chỉ đội tuyển quốc gia được xác định rõ trong điều lệ tư cách FIFA. Các cầu thủ có thể giữ hơn một quốc tịch ngoài FIFA.
| Số | VT | Quốc gia | Cầu thủ                       |
| -- | -- | -------- | ----------------------------- |
| 1  | TM | Slovakia | Gejza Pulen                   |
| 3  | TV | Hàn Quốc | Kim Min-su                    |
| 4  | HV | Slovakia | Gergely Tumma                 |
| 5  | TV | Slovakia | Matúš Katunský                |
| 6  | HV | Slovakia | Ervín Matta                   |
| 7  | TV | Slovakia | Filip Kis                     |
| 8  | TV | Serbia   | Nikola Ristovski              |
| 10 | TV | Slovakia | Kamil Karaš                   |
| 11 | TV | Slovakia | Boris Gáll                    |
| 12 | TĐ | Slovakia | Jakub Bavoľár                 |
| 14 | HV | Slovakia | František Pavúk               |
| 16 | HV | Slovakia | Samuel Kuc                    |
| 17 | TV | Slovakia | František Vancák (Đội trưởng) |

| Số | VT | Quốc gia | Cầu thủ          |
| -- | -- | -------- | ---------------- |
| 19 | TĐ | Slovakia | Dávid Leško      |
| 20 | TV | Slovakia | Dávid Keresteš   |
| 21 | TV | Ukraina  | Maksym Rizie     |
| 23 | HV | Slovakia | Ján Lesniak      |
| 27 | TV | Slovakia | Erik Liener      |
| 30 | TM | Slovakia | Jakub Giertl     |
| 33 | TM | Slovakia | Matej Fabini     |
| 37 | HV | Slovakia | Peter Kavka      |
| 77 | TĐ | Ukraina  | Oleg Vyshnevskyi |
| —  | TĐ | Serbia   | Branislav Pjošta |
| —  | TĐ | Colombia | Robinson Blandón |
| —  | TĐ | Anh      | Samuel Ford      |
| —  | TV | Slovakia | Marcel Novák     |

### Cho mượn mùa giải 2019-20
Ghi chú: Quốc kỳ chỉ đội tuyển quốc gia được xác định rõ trong điều lệ tư cách FIFA. Các cầu thủ có thể giữ hơn một quốc tịch ngoài FIFA.
| Số | VT | Quốc gia | Cầu thủ                                     |
| -- | -- | -------- | ------------------------------------------- |
| 9  | TĐ | Serbia   | Predrag Radovanović (đến Slovan Giraltovce) |

Về các chuyển nhượng gần đây, xem Danh sách chuyển nhượng bóng đá Slovakia đông 2019-20.

## Ban kĩ thuật
source:
| Vị trí            | Tên             |
| ----------------- | --------------- |
| Manager           | Marek Fabuľa    |
| Assistant coach   | Peter Šinglár   |
| Goalkeeping Coach | Marián Kello    |
| Team chef         | Marián Stanko   |
| Team doctor       | Ľubomír Jacko   |
| Physiotherapist   | Patrik Konrády  |
| Masseur           | Tomáš Rothmajer |

- Cập nhật lần cuối: 26 tháng 9 năm 2019

## Cầu thủ đáng chú ý
Các cầu thủ sau từng thi đấu cho các đội tuyển quốc gia tương ứng. Các cầu thủ có tên in đậm thi đấu cho đội tuyển quốc gia khi thi đấu cho Mladosť.
- Marián Kello

## Huấn luyện viên
- Miroslav Sovič (2017-2019)
- Gejza Farkaš (Jun 2019 - Aug 2019)
- Marek Fabuľa (Aug 2019-)